# Djalâlouddine Haqqani
Pour les articles homonymes, voir Haqqani.
Djalâlouddine Haqqani est un homme politique et un chef militaire afghan, né en 1939 dans la province de Paktia et mort le 3 septembre 2018.

## Biographie
Membre de la tribu pachtoune des Zadran, Djalâlouddine Haqqani est diplômé de la madrasa de Dar ul-Ulum Haqqaniya. Combattant lors de la première guerre d'Afghanistan, il a été brièvement ministre de la Justice du gouvernement afghan du président Burhanuddin Rabbani après la chute de Kaboul en 1992, avant de se rapprocher des Talibans en 1995 et d'obtenir un nouveau portefeuille ministériel. Il est devenu, avec son fils, Sirajouddine, l'un des principaux chefs insurgés de la seconde guerre d'Afghanistan, dirigeant le « réseau Haqqani » basé dans le Waziristan nord. Autonome par rapport aux Talibans auxquels il est allié, son réseau aurait introduit la tactique des attentats-suicides en Afghanistan, et aurait, selon certains responsables américains, participé à l'attentat-suicide du 30 décembre 2009 contre la base de Chapman, qui a tué plusieurs agents de la CIA,. Il est ciblé à deux reprises par des drones américains, frappes qui ont provoqué la mort de 46 civils.

### La première guerre d'Afghanistan
Djalâlouddine Haqqani se distingue lors du « djihâd » contre les Soviétiques où il combat dans les rangs du Hezb-e Islami de Mohammad Yunus Khalis. Il devient alors rapidement une des principales figures des moudjahiddines, et participe notamment aux combats contre l'Opération Magistral (1987-88) de l'armée soviétique. Bon chef militaire, il arrive à tisser des liens avec les services secrets pakistanais et obtient une aide importante de la CIA (« programme afghan »). Selon le journaliste Steve Coll (en), il aurait reçu des dizaines de milliers de dollars de la CIA . Le parlementaire américain Charlie Wilson l'appelait alors la « bonté personnifiée ». Sa pratique de la langue arabe et ses liens avec l'ISI lui valent le soutien de l'Arabie saoudite. Enfin, il attire de nombreux combattants islamistes et se rapproche ainsi d'Oussama ben Laden, qu'il aurait lui-même protégé. En 1991, il commande la première force alliée de moudjahiddines qui parvient à s'emparer d'une grande ville, Khost. Cette victoire lui confère une immense aura augmentée par le fait qu'il ne participe pas à la guerre de pouvoir entre certains seigneurs de la guerre (1992-1996).
Nommé ministre de la Justice par Burhanuddin Rabbani dans le premier gouvernement des moudjahiddines après la chute de Kaboul en 1992, il se retourne contre ce dernier en se soumettant en 1995 aux Talibans. Il offre alors la reddition inconditionnelle de son fief et se fait désarmer. Même si les Talibans le considèrent avec respect du fait de sa position de grand héros de la résistance afghane, il est toutefois maintenu à l'écart des principaux pouvoirs,. De 1996 à 2001, il se contente du poste honorifique de ministre des Frontières.

### La seconde guerre d'Afghanistan
En 2001, Djalâlouddine Haqqani conseille au mollah Omar de ne pas abandonner les villes de Khost, de Paktia et de Paktika afin de mieux résister aux Américains mais il n'est pas entendu. Ensuite, il accueille les débris des forces talibanes dans son bastion du Waziristan Nord. Il est alors nommé au conseil de direction des insurgés, le Rahbari Shura, en mars 2003 par le mollah Mohammad Omar, ce qui le fait entrer dans le cercle des principaux chefs talibans. Fin 2001, lors du début des combats, il accepte une offre américaine et pakistanaise pour renverser le mollah Omar, mais la retourne contre les nouveaux envahisseurs.
En 2006, remplaçant le mollah Beradar comme chef militaire des Talibans, il dirige leur offensive. Il a participé à la redéfinition de la stratégie et de la tactique talibane au cours de cette même année, dont les effets les plus spectaculaires furent l'adoption par la guérilla des tactiques irakiennes de l'attentat-suicide et de l'engin explosif piégé. Par ailleurs, il ordonne aux talibans de se retirer lors des attaques aériennes de la Coalition. Enfin, aidé par le mollah Dadullah, il a réussi à gagner le soutien des autres puissants groupes opposés à la présence américano-européenne, dont le Hezb-e Islami de Gulbuddin Hekmatyar et le réseau du mollah Mohammad Younes Khalis. 
Djalâlouddine Haqqani aurait participé à l'organisation de l'attentat du 14 janvier 2008 contre l'hôtel Serena à Kaboul. Avec son fils, Sirajouddine, il fut visé le 8 septembre 2008 par l'attaque de drone de Daande Darpkhel (en) qui fit 23 morts, dont 8 enfants. Bien que les deux guérilleros n'étaient pas présents, l'attaque toucha de nombreux membres de sa famille (dont ses épouses et ses petits-enfants),. Le réseau Haqqani a aussi été soupçonné d'avoir organisé la tentative d'assassinat contre le président Hamid Karzai d'avril 2008; l'attentat-suicide du 7 juillet 2008 contre l'ambassade de l'Inde à Kaboul ; l'enlèvement du journaliste du New York Times David Rohde en novembre 2008 ; l'enlèvement du journaliste britannique Sean Langan en 2009 (les deux s'en sortirent vivants); ainsi que l'organisation de l'offensive de printemps du 15-16 avril 2012 - attaques coordonnées sur Kaboul et dans 3 autres provinces et qui a fait plus 47 morts (dont 36 insurgés).
Le 10 novembre 2013, un de ses fils, Nasiruddin Haqqani, financier du mouvement est abattu par des hommes armés dans la banlieue d’Islamabad.
Le 31 juillet 2015, il est donné pour mort par plusieurs médias.
Sa mort est annoncée par les Talibans afghans le 4 septembre 2018 des suites d'une longue maladie, mais aucune précision n'est donnée sur la date et le lieu de son décès,.